# Bondsrepubliek Duitsland (1949-1990)

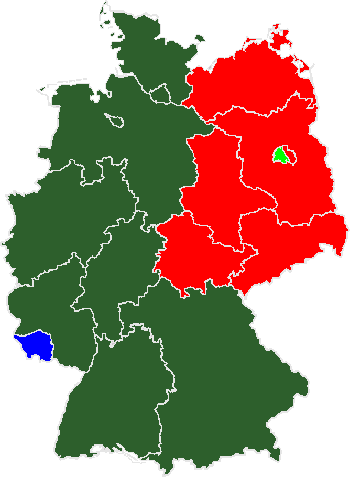
Bondsrepubliek Duitsland 1949-1990
Bondsrepubliek Duitsland 1949-1957
West-Berlijn (formeel geen onderdeel van de Bondsrepubliek)
Saarland (in 1957 toegetreden)
Nieuwe Duitse deelstaten (vanaf 1990)

De Bondsrepubliek Duitsland (Duits: Bundesrepublik Deutschland, BRD) was tussen 1949 en 1990 een federale staat die ruwweg het westelijke deel van het huidige Duitsland omvatte (inclusief het noordwesten en het zuiden). In het buitenland sprak men veelal van West-Duitsland. Het overgebleven oostelijke deel van Duitsland vormde in die tijd de Duitse Democratische Republiek (DDR), die ook bekendstond als Oost-Duitsland. Binnen Duitsland had de Bondsrepubliek de bijnaam Bonner Republik doordat Bonn de hoofdstad was.
De Bondsrepubliek werd in 1949 opgericht door samenvoeging van de Amerikaanse, Britse en Franse bezettingszones. In 1955 werd ze soeverein onder geallieerd voorbehoud. In 1957 werd het protectoraat Saarland opgeheven en als deelstaat onderdeel van de Bondsrepubliek. In 1990 verenigden zich de oude Bondsrepubliek en de gebieden van de DDR, doordat de nieuwe DDR-deelstaten zich bij de Bondsrepubliek aansloten. Sindsdien worden de deelstaten, die al eerder deel van de Bondsrepubliek uitmaakten, alte Bundesländer (oude deelstaten) genoemd, terwijl de Bondsrepubliek van voor 1990 vaak als Oude Bondsrepubliek wordt aangeduid. Pas sinds 1999 zetelen de organen van de Bond in de nieuwe hoofdstad Berlijn.

## Geschiedenis
De Bondsrepubliek is ontstaan na de totale nederlaag van het nationaalsocialistische Duitsland in 1945. De Duitse steden waren grotendeels verwoest en vele (m.n. jonge) Duitse mannen waren omgekomen, vermist of in krijgsgevangenschap. Het land zelf was geheel bezet door geallieerde troepen. Duitsland raakte na de conferentie van Potsdam alle gebieden ten oosten van de rivieren Oder en Neisse kwijt aan Polen en de Sovjet-Unie. De Duitstalige bevolking werd uit deze gebieden en de rest van Oost-Europa verdreven. Dit had tot gevolg dat er ruim 10 miljoen mensen extra in het verkleinde Duitsland terechtkwamen.
Tussen 1945 en 1949 ontstonden verschillen van mening tussen de geallieerde bezetters, die uitmondden in de invoering van de D-mark in de Franse, Britse en Amerikaanse bezettingszones. Als reactie blokkeerde de Sovjet-Unie de toegang tot West-Berlijn.
Vanaf 1948 werkte een Parlementaire Raad aan de opstelling van een nieuwe grondwet voor (West-)Duitsland, waarna op 23 mei 1949 de Bondsrepubliek Duitsland werd opgericht als samenvoeging van de drie westelijke bezettingszones, met Bonn als hoofdstad. De Bondsrepubliek kreeg op 5 mei 1955 een groot deel van haar soevereiniteit via de Verdragen van Parijs. Het grootste gedeelte van het vroegere bezettingsleger werd echter niet teruggeroepen, voornamelijk om het land te beschermen tegen de bedreiging van de Sovjet-Unie.
De Bondsrepubliek trad toe tot de NAVO op 9 mei 1955 en was een van de stichtende leden van de EEG. De nieuwe natie werd vervolgens een focus in de Koude Oorlog vanwege haar belangrijke positie tussen de landen van het Westen en van het Warschaupact.
Ook de vroegere Duitse hoofdstad, Berlijn, werd vanaf 1948 gesplitst bestuurd: de westelijke sectoren vormden West-Berlijn, terwijl de door de Sovjet-Unie bezette sector Oost-Berlijn vormde. West-Berlijn werd in 1949 een westerse enclave binnen de Duitse Democratische Republiek, maar maakte formeel geen deel uit van de Bondsrepubliek. De parlementsleden van West-Berlijn hadden in de Bondsdag geen stemrecht en de dienstplicht gold niet voor inwoners van West-Berlijn.
Tussen 1949 en 1989 kende de Bondsrepubliek enkele gebiedsuitbreidingen:
- De plaats Kehl werd tussen 1949 en 1953 door Frankrijk in etappes teruggegeven aan Duitsland.
- Op 1 januari 1957 werd het Saarland, dat sinds de Tweede Wereldoorlog door Frankrijk bestuurd was, deel van de Bondsrepubliek.
- Op 28 augustus 1958 werd de plaats Losheim, die sinds 1949 deel van België uitmaakte, weer Duits.
- Op 1 augustus 1963 kwamen Elten en de Selfkant, die door Nederland in 1949 waren geannexeerd, weer onder Duits bestuur.

De Bondsrepubliek beschouwde zichzelf als de enige vertegenwoordiger van Duitsland. Tot 1969 hanteerde ze de Hallsteindoctrine, waarbij ze de diplomatieke verbindingen verbrak met die landen die de DDR erkenden. Onder bondskanselier Willy Brandt en staatssecretaris Egon Bahr werd een ontspanningspolitiek gevoerd naar het Oostblok, de zogenaamde Neue Ostpolitik. Deze leidde tot verdragen met de Sovjet-Unie, Polen, de DDR en Tsjechoslowakije. In 1973 werden zowel de Bondsrepubliek als de DDR lid van de Verenigde Naties.
Aan het eind van de jaren zestig liet de Duitse studentenbeweging stevig van zich horen. Bij een demonstratie in West-Berlijn in 1967 werd de student Benno Ohnesorg door een politiekogel gedood. Een jaar later werd er een aanslag gepleegd op studentenleider Rudi Dutschke. Deze gebeurtenissen leidden tot een radicalisering van een deel van de studentenbeweging. In de jaren zeventig werd de Bondsrepubliek geconfronteerd met de Rote Armee Fraktion (RAF), een links-extremistische terreurgroep. De eerste groep RAF-leden werd in 1972 aangehouden. In de herfst van 1977 was een tweede generatie RAF-leden actief: zij vermoordden de bankdirecteur Jürgen Ponto, ontvoerden werkgeversvoorzitter Hanns-Martin Schleyer en lieten een Lufthansa-vliegtuig kapen. Na de bestorming van het vliegtuig pleegden Baader, Ensslin en Raspe zelfmoord en werd Hanns-Martin Schleyer vermoord.
Na de val van de Berlijnse Muur op 9 november 1989 was de Duitse hereniging snel een feit. Deze hereniging werd formeel voltrokken op 3 oktober 1990, nadat de Bondsrepubliek, de DDR en de vier overwinnaars van de Tweede Wereldoorlog het Zwei-plus-Vier-Vertrag tekenden. Later trokken de vier mogendheden hun troepen terug.

## Houding tegenover de DDR
De Bondsrepubliek beschouwde zichzelf als de enige democratisch gekozen en daarmee als de enige legitieme vertegenwoordiger van het Duitse volk. Het scherpst kwam dat tot uiting in de eerder genoemde Hallsteindoctrine. Zoals West-Berlijn geen deel was van de Bondsrepubliek, zo erkende ook de Bondsrepubliek Oost-Berlijn niet als deel van de DDR. Om die reden bezochten Willy Brandt en Helmut Schmidt de DDR ook niet in Oost-Berlijn. De DDR werd ook niet als buitenland beschouwd. De vertegenwoordiging van de Bondsrepubliek in Oost-Berlijn heette Ständige Vertretung der Bundesrepublik bei der DDR (permanente vertegenwoordiging van de Bondsrepubliek bij de DDR), waarmee twee zaken tot uiting werden gebracht:
- het was een vertegenwoordiging en géén ambassade. Ambassades zijn buitenlandse vertegenwoordigingen en de DDR was geen buitenland, maar Duitsland;
- het was een vertegenwoordiging bij de DDR en niet in de DDR omdat Oost-Berlijn volkenrechtelijk niet tot de DDR behoorde.

De Duitse grondwet bevatte twee artikelen over de eenwording van Duitsland:
- In artikel 23 werd de mogelijkheid geboden dat andere delen van Duitsland zich aansloten bij de Bondsrepubliek conform de bepalingen van de bestaande grondwet.
- Artikel 146 bood de mogelijkheid voor een vereniging van alle delen van Duitsland onder een nieuwe grondwet.

Na die Wende van 1989 in de DDR besloot het eerste vrij verkozen Oost-Duitse parlement in 1990 dat de Oost-Duitse deelstaten hersteld werden en dat deze zich volgens artikel 23 van de grondwet van de Bondsrepubliek zouden aansluiten bij de Bondsrepubliek.

## Demografie
In 1982 had de Bondsrepubliek 61,5 miljoen inwoners waarvan 4,6 miljoen buitenlanders. Honderd jaar eerder woonden er in hetzelfde gebied slechts ongeveer 20 miljoen mensen. Na de Tweede Wereldoorlog nam de Bondsrepubliek 14 miljoen inwoners op uit Oost-Europa en de DDR. Daarnaast vestigden zich sinds de jaren zestig miljoenen gastarbeiders in de Bondsrepubliek. Het land had een geboortecijfer van 10,1 geboorten per 1000 inwoners, waarmee het een van de laagste geboortecijfers ter wereld had.
De autochtone bevolking van de oude Bondsrepubliek spreekt voornamelijk Duits. In het noorden van Sleeswijk-Holstein is een kleine Deense minderheid. In het noorden werd Nedersaksisch (ook wel Nederduits genoemd) gesproken en in het Saterland Saterfries. In Noord-Friesland werd Noord-Fries gesproken.

## Politiek
De Bondsrepubliek Duitsland is met haar grondwet van 23 mei 1949 een democratisch-parlementaire bondsstaat. De grondwet kan door een tweederdemeerderheid in Bondsdag en bondsraad gewijzigd worden. Enkele artikelen, waarin de basisprincipes van de grondwet zoals de federale structuur van de staat, de democratische, sociale en rechtsprincipes van de staat, en de onschendbaarheid van de menselijke waarde van het individu, zijn van iedere wijziging uitgesloten.

### Kenmerkende regelingen van de Bondsrepubliek
De Bondsrepubliek heeft enkele kenmerkende regelingen:
- De kiesdrempel van 5%, waarmee versplintering van het parlement zoals in de tijd van de Weimarrepubliek voorkomen moet worden
- De regeling van de constructieve motie van wantrouwen: een regering kan pas worden afgezet als de oppositie voldoende stemmen in het parlement heeft om een nieuwe regering te vormen
- Het verbod van extremistische partijen. Hiermee werden onder andere de neonazistische Sozialistische Reichspartei en de communistische KPD verboden.
- De decentralisatie van de macht, waarbij een groot deel van bevoegdheden bij de deelstaten werd ondergebracht.

### Presidenten
- 1949-1959: Theodor Heuss
- 1959-1969: Heinrich Lübke
- 1969-1974: Gustav Heinemann
- 1974-1979: Walter Scheel
- 1979-1984: Karl Carstens
- 1984-1990: Richard von Weizsäcker (tot 1994 in het verenigde Duitsland)

### Bondskanseliers
| Periode                                       | Kanselier            | Partij | Kabinet                                                            |
| --------------------------------------------- | -------------------- | ------ | ------------------------------------------------------------------ |
| 1949-1963                                     | Konrad Adenauer      | CDU    | Adenauer I · Adenauer II · Adenauer III · Adenauer IV · Adenauer V |
| 1963-1966                                     | Ludwig Erhard        | CDU    | Erhard I · Erhard II                                               |
| 1966-1969                                     | Kurt Georg Kiesinger | CDU    | Kiesinger                                                          |
| 1969-1974                                     | Willy Brandt         | SPD    | Brandt I · Brandt II                                               |
| 1974-1982                                     | Helmut Schmidt       | SPD    | Schmidt I · Schmidt II · Schmidt III                               |
| 1982-1990 tot 1998 in het verenigde Duitsland | Helmut Kohl          | CDU    | Kohl I · Kohl II · Kohl III                                        |

### Federaal systeem
De tien deelstaten (Bundesländer, enkelvoud: Bundesland) van de Bondsrepubliek Duitsland waren:
- Baden-Württemberg
- Beieren (Bayern)
- Bremen
- Hamburg
- Hessen
- Nedersaksen (Niedersachsen)
- Noordrijn-Westfalen (Nordrhein-Westfalen)
- Rijnland-Palts (Rheinland-Pfalz)
- Saarland
- Sleeswijk-Holstein (Schleswig-Holstein)

Volgens de Grondwet voor de Bondsrepubliek Duitsland was deze ook van toepassing op Groot-Berlijn. Dit werd door de bezettingsmachten van Berlijn niet geaccepteerd. West-Berlijn (Berlin (West)) functioneerde wel als een deelstaat van de Bondsrepubliek maar maakte daar formeel geen deel van uit. Afgevaardigden van Berlijn hadden in de Bondsdag geen stemrecht en inwoners van Berlijn hadden geen dienstplicht in de Bundeswehr.

## Defensie
Sinds de capitulatie van Duitsland in 1945 was het land bezet en was het leger ontbonden. Ook na de oprichting van de Bondsrepubliek in 1949 had het land geen leger. Na het mislukken van het plan voor een Europese Defensie Gemeenschap werd op 12 november 1955 de Bundeswehr opgericht. Na een wijziging in de Duitse Grondwet werd de Bondsrepubliek lid van de NAVO. In 1956 werd de dienstplicht ingevoerd voor mannen tussen 18 en 45 jaar, later aangevuld door een civiele dienstplicht voor gewetensbezwaarden. West-Berlijn maakte officieel geen deel uit van de Bondsrepubliek en was uitgesloten van de dienstplicht.
Tijdens de Koude Oorlog had de Bundeswehr een groot aandeel in de NAVO-strijdkrachten in Centraal-Europa. De Bundeswehr telde 495.000 militairen en 170.000 man burgerpersoneel. Het leger (Heer) bestond uit drie legerkorpsen met twaalf divisies. De luchtmacht (Luftwaffe) maakte deel uit van het geïntegreerde NAVO-luchtverdedigingssysteem NATINAD, terwijl de voornaamse inzet van de Marine op de Oostzee en de Noordzee was.

## Sport
De twee belangrijkste sportevenementen die de Bondsrepubliek tot 1990 organiseerde waren:
- De Olympische Zomerspelen in München in 1972 die beheerst werden door het gijzelingsdrama. Hierbij werden 11 Israëlische atleten door de Palestijnse Zwarte September-beweging vermoord
- Het Wereldkampioenschap voetbal 1974, waarbij het Duits voetbalelftal weliswaar wereldkampioen werd, maar waarbij het de enige interland verloor die ooit tegen de DDR werd gespeeld.

## Beelden

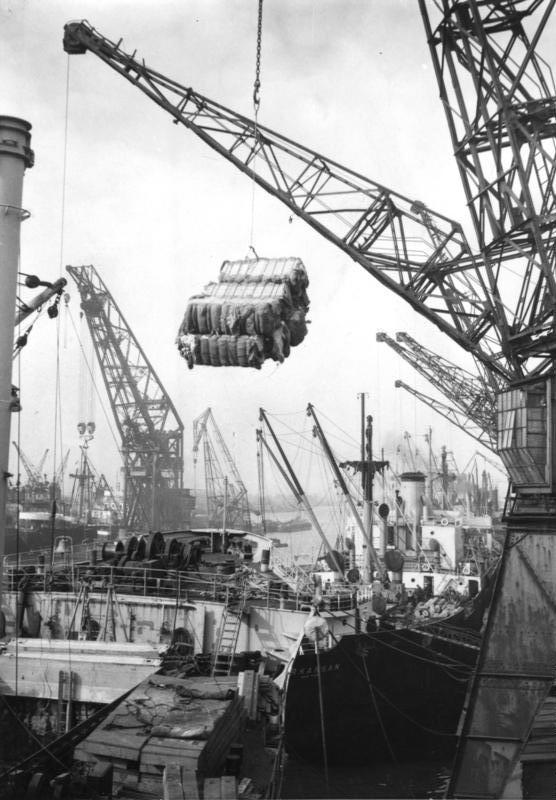
Haven van Bremen: katoen uit de VS, 1949
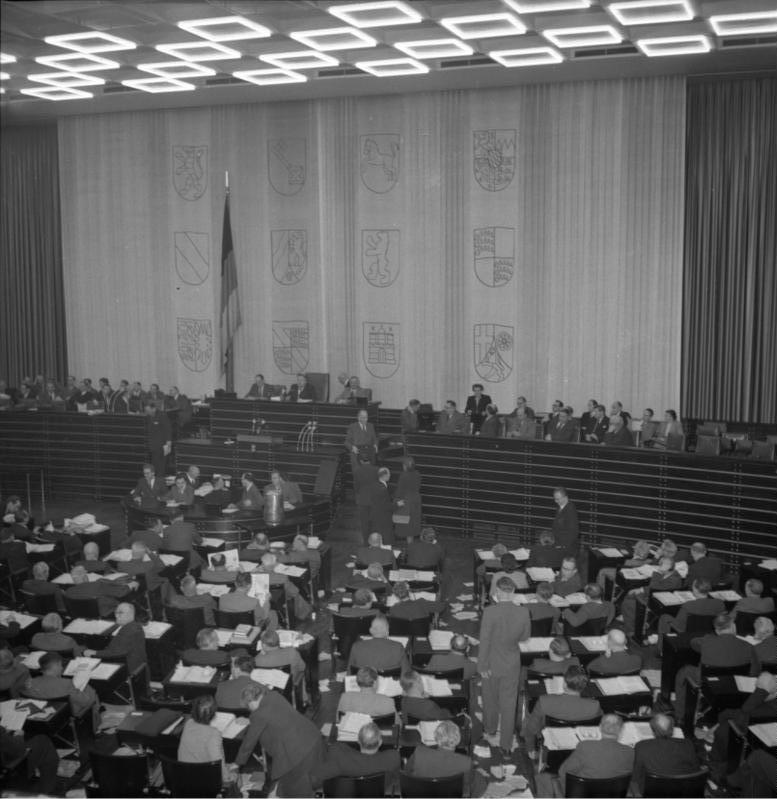
De Bondsdag in Bonn, 1952
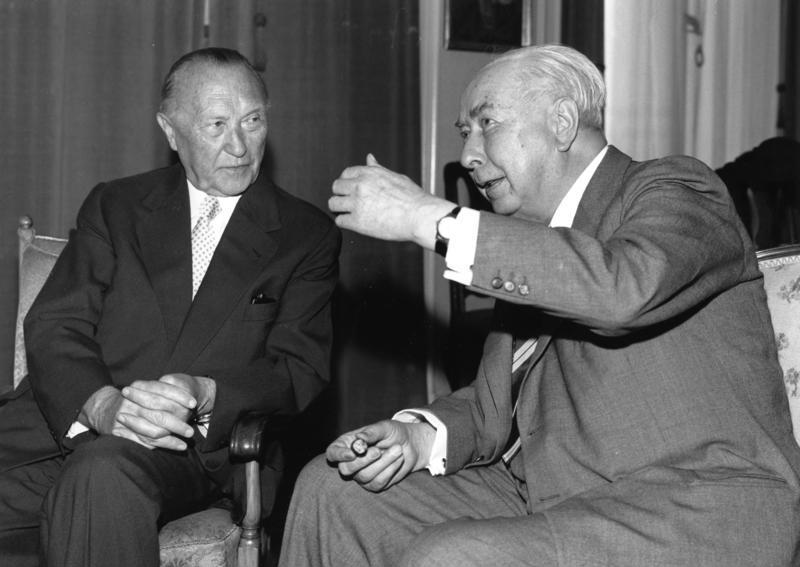
De eerste bondskanselier, Konrad Adenauer (links), in 1959 met de eerste bondspresident, Theodor Heuss
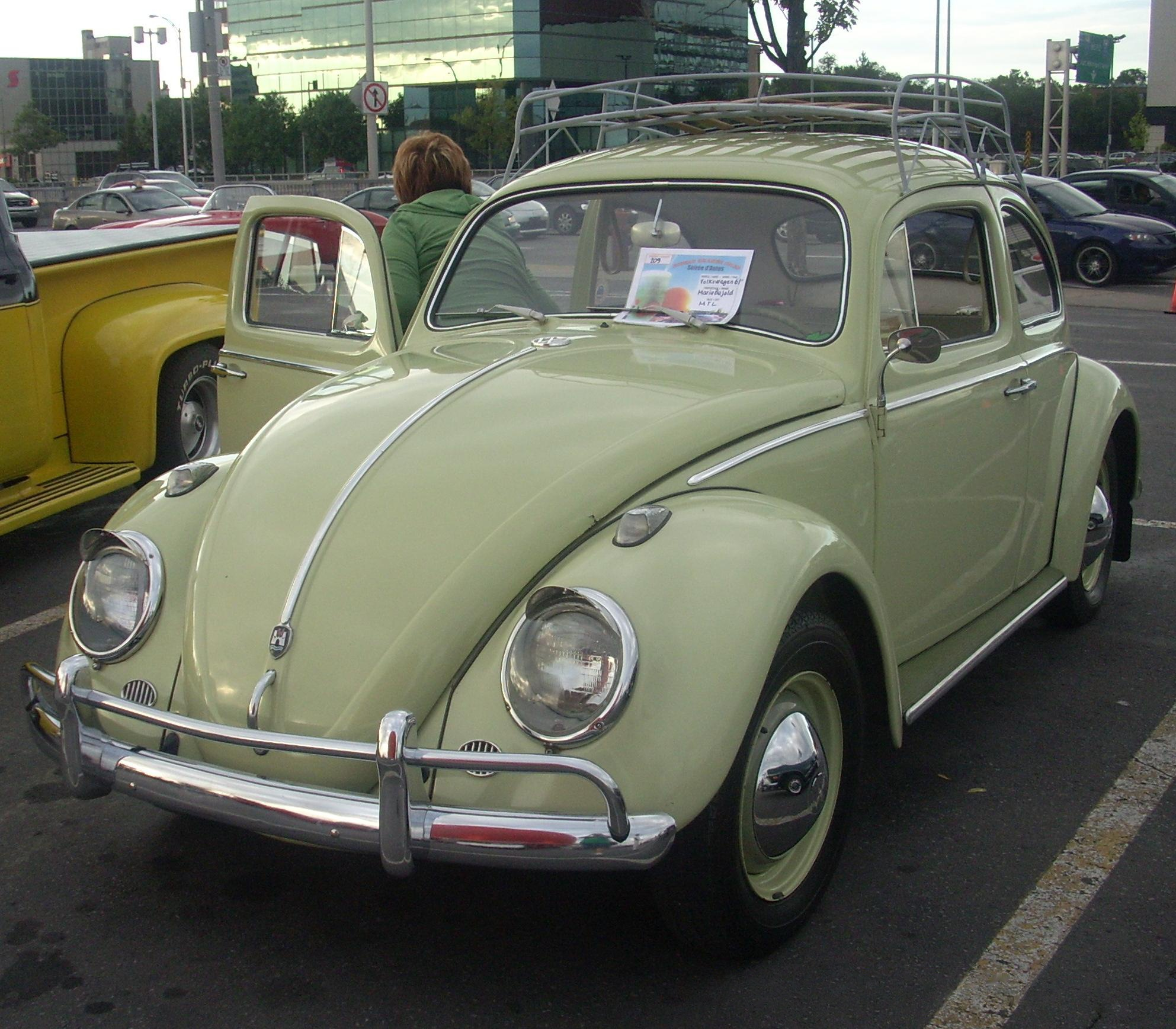
De populaire Volkswagen Käfer, hier een model uit 1961
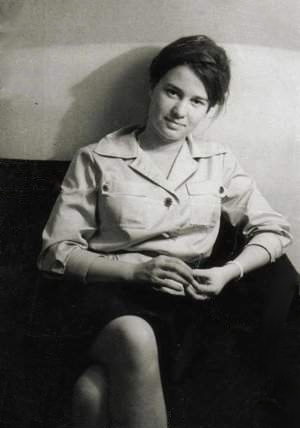
De journaliste en latere terroriste Ulrike Meinhof, 1964
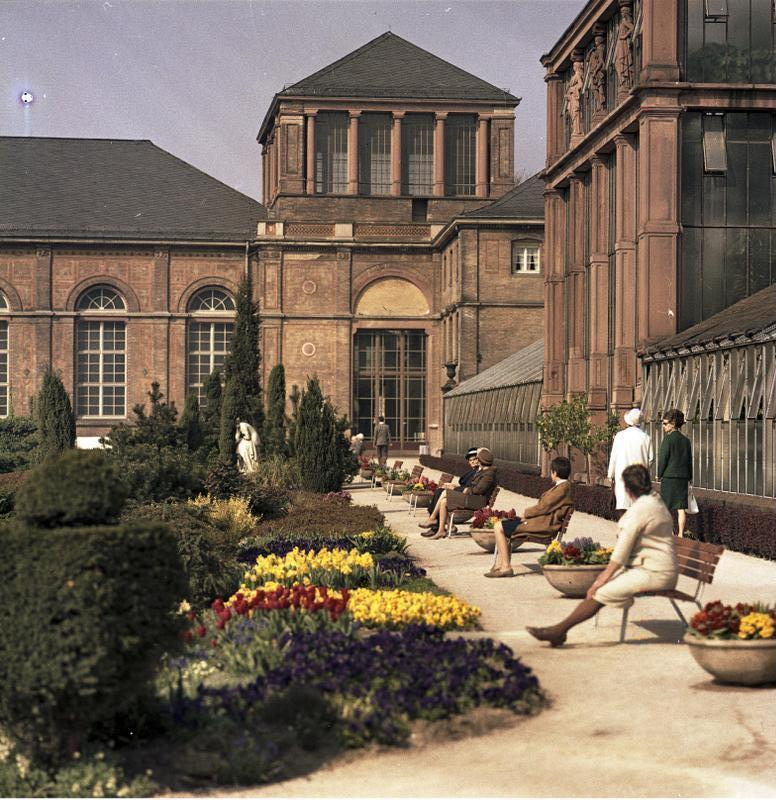
Bundesgartenschau (tuinbouw-tentoonstelling) in Karlsruhe, 1967
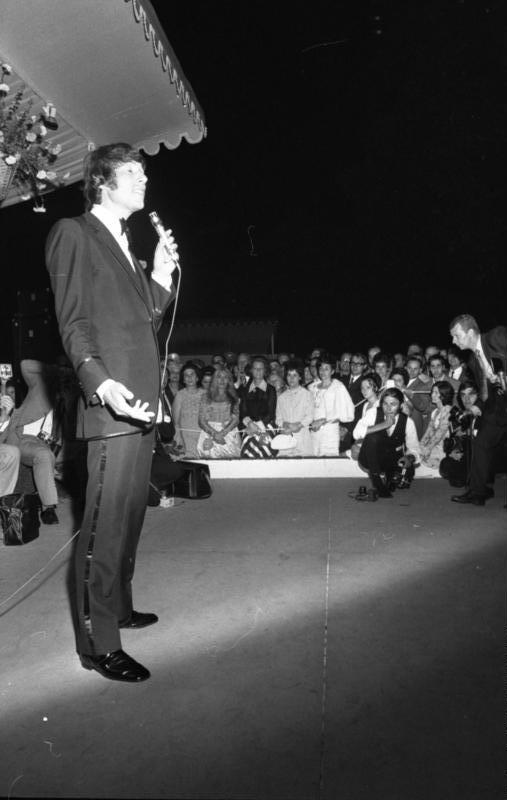
Schlager-zanger Udo Jürgens, 1970
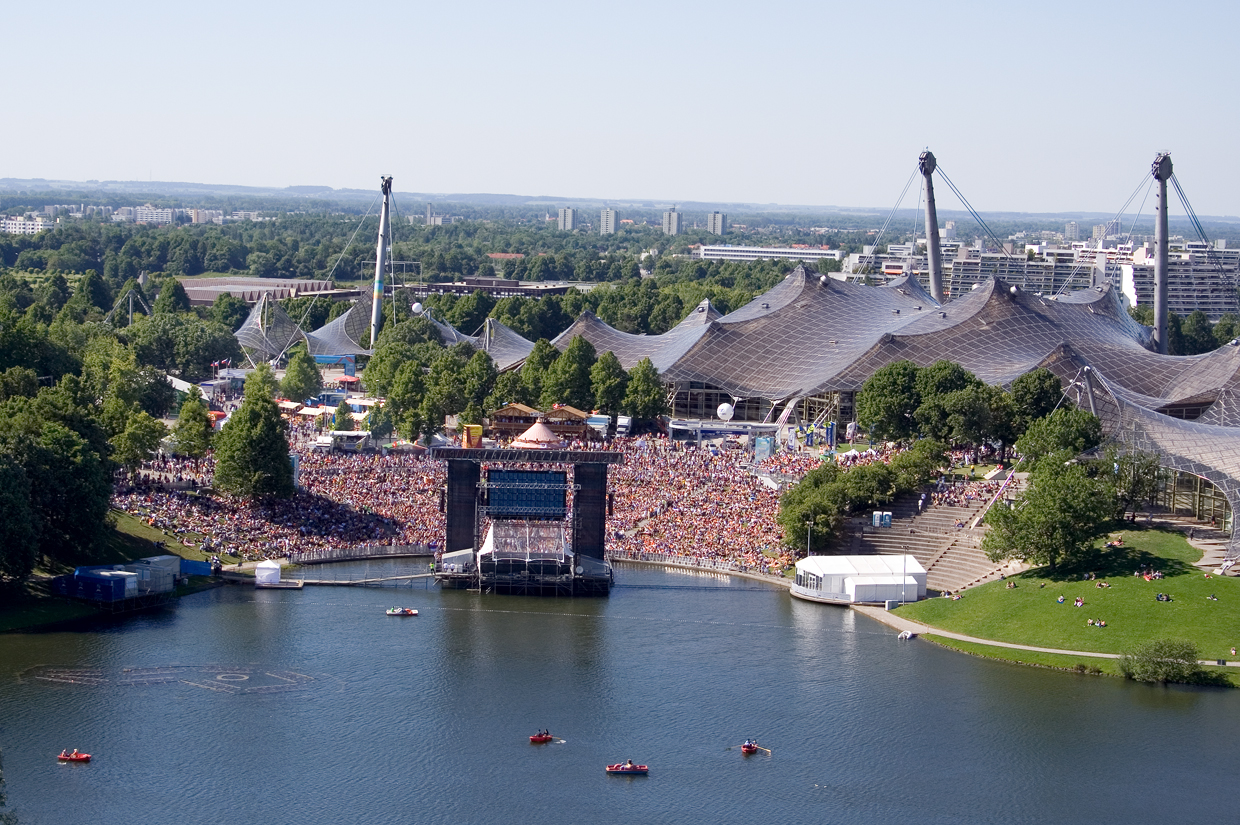
Olympiapark in München voor de spelen van 1972
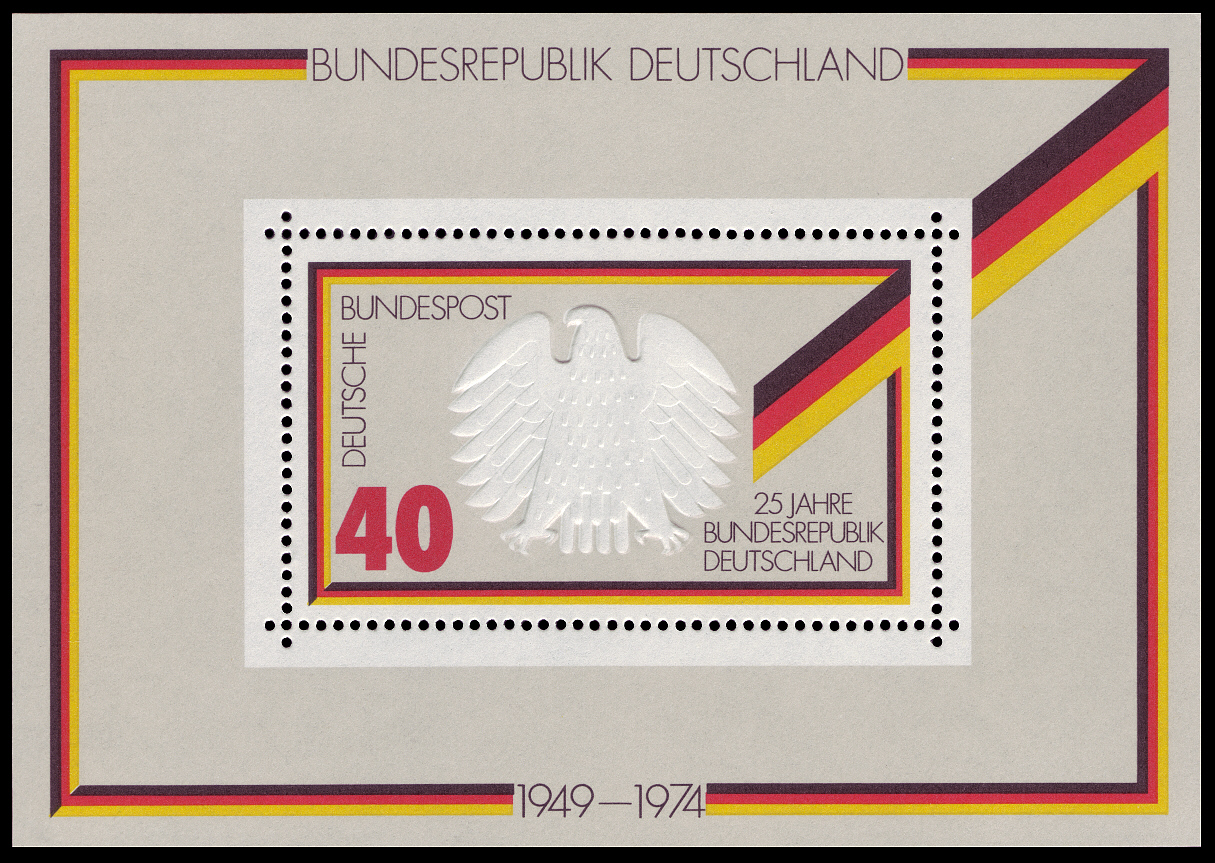
De Bondsrepubliek wordt 25 jaar oud, 1974
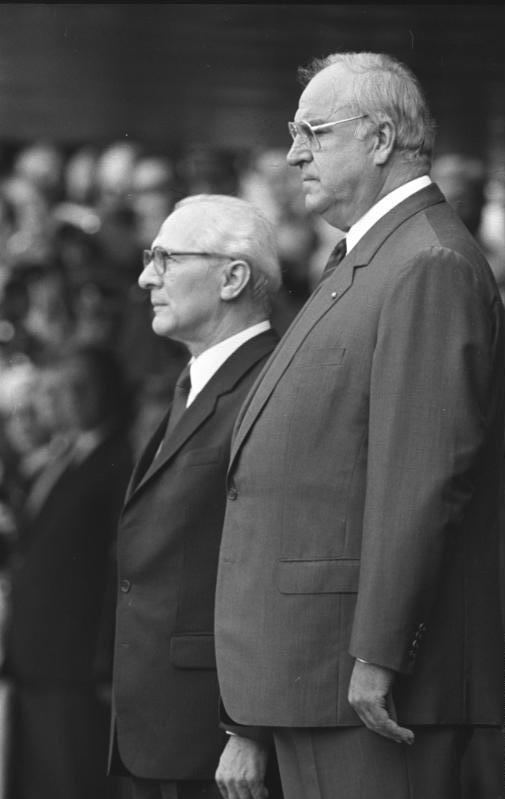
DDR-leider Erich Honecker op staatsbezoek in Bonn, 1987
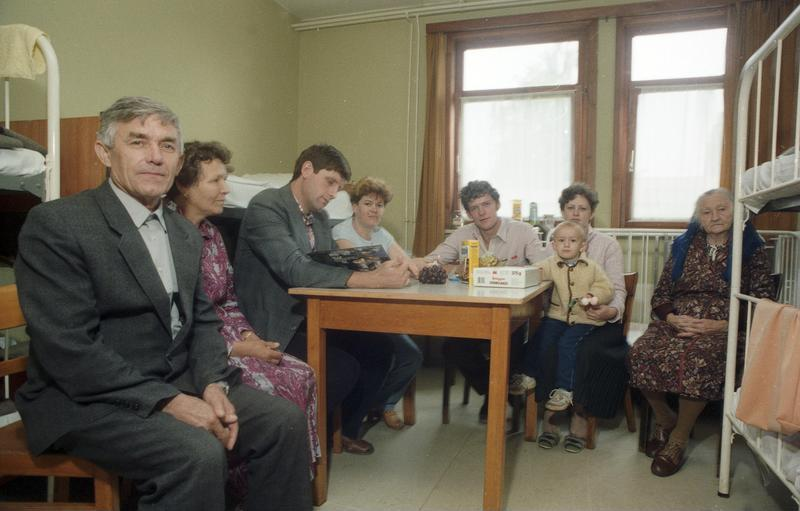
Opvang voor Duitsers uit Oost-Europa, 1988